# Kenitra
Kenitra (tên ở Maroc theo tiếng Ả Rập: القنيطرة, phiên âm: Q'nitra, cây cầu nhỏ) là một thành phố ở Marốc, trước đây (1932-1956) được biết đến là Cảng Lyautey. Đây là một cảng bên sông Sebou, có dân số trong năm 2004 là 359.142 người và là thủ phủ của khu vực Hssen Gharb Chrarda-Beni. Trong thời kỳ Chiến tranh lạnh, Hoa Kỳ có căn cứ quân Mỹ tại Kenitra phục vụ như là một điểm dừng chân tại Bắc Phi 